# Sium biternatum
Sium biternatum är en flockblommig växtart som beskrevs av Joseph Dombey. Sium biternatum ingår i släktet vattenmärken, och familjen flockblommiga växter. Inga underarter finns listade i Catalogue of Life.